# Matthias de l’Obel

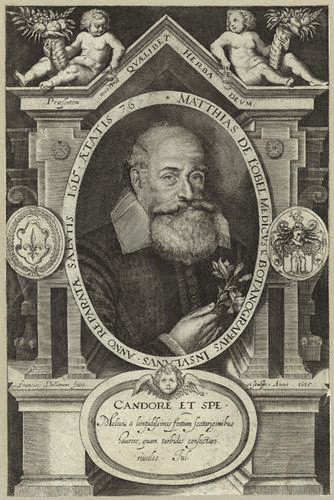
Matthias de l’Obel (1615), Porträt von Francis Delaram (1590–1627)

Matthias de l’Obel, latinisiert (Matthias) Lobelius (* 1538 in Lille; † 3. März 1616 in Highgate bei London), war ein flämischer Botaniker. Sein offizielles botanisches Autorenkürzel lautet „Lobel“.

## Leben und Wirken
Matthias de l’Obel studierte Medizin in Montpellier. Nach Reisen durch Südfrankreich, Italien, die Schweiz, Deutschland und England wirkte er als Arzt in Antwerpen und Delft. l’Obel war Leibarzt König Jakobs I. von England.
Gemeinsam mit Pierre Pena veröffentlichte er 1571 Stirpium adversaria nova. 1576 erschienen l’Obels Werk Plantarum seu Stirpium Historia. Unter dem Titel Kruydtboeck erschien 1581 davon eine ins Niederländische übersetzte Fassung.
Charles Plumier benannte 1703 zu Ehren von Matthias de l’Obel die Pflanzengattung Lobelia (Lobelie). Der Name wurde später von Carl von Linné übernommen.

## Schriften (Auswahl)
- Stirpivm adversaria nova, perfacilis vestigatio luculemtaque accessio ad priscorum, presertim Dioscoridis & recentiorum, materiam medicam. Quibus propediem accedet altera pars […]. Thomas Purfoot, London 1571 (Digitalisat) – mit Pierre Pena.
  - 2. Auflage: Dilucidae simplicium medicamenorum explicationes, & stirpium adversaria, […]. Thomas Purfoot, London 1605 (Digitalisat).
- Plantarvm sev Stirpivm Historia […]: Cui annexum est Adversariorvm Volvmen. Reliqua sequens pagina indicabit. Christoffel Plantijn, Antwerpen 1576 (Digitalisat).
- Kruydtboeck oft Beschrijvinghe Van allerleye Ghewassen, Kruyderen, Hesteren, ende Gheboomten. Christoffel Plantijn, Antwerpen 1581 (Digitalisat).
- Balsami, opobalsami, carpobalsami & xylobalsami, cum suo cortice explanatio. Arnold Hatfield, London 1598 (Digitalisat).